# Quintus Vetina Verus
Quintus Vetina Verus war ein im 2. Jahrhundert n. Chr. lebender römischer Politiker.
Durch Militärdiplome ist belegt, dass Verus am 1. Juni 125 zusammen mit Publius Lucius Cosconianus Suffektkonsul war.